# مامي (فلم)
مامي هو فيلم درامي نيجيري مقتبس عن رواية بنفس الاسم للكاتب النيجيري فيمي أوسوفيسان، أنتج وأخرج من قبل توندي كيلاني وصدر في عام 2011 من بطولة فونكي أكينديلي، وول أوجو وأولوميد باكاري.
فشل الفيلم تجاريا لكنه قوبل بمراجعات نقدية إيجابية،. حيث ترشح لأربعة ترشيحات في حفل توزيع جوائز الأوسكار الأفريقي السابع للأفلام. (بما في ذلك فئة أفضل فيلم نيجيري وأفضل تصوير سينمائي وأفضل تصميم إنتاجي وأفضل ممثل طفل).

## القصة
تدور أحداث الفيلم قبل يومين من نهائي كأس العالم 2010 حيث يحكي قصة كاشيماو (وول أوجو) لاعب كرة قدم دولي وهو يتعامل مع طفولته المؤلمة، ويعكس حب والدته له وسط الفقر والحرمان.

## طاقم التمثيل
- فونكي أكينديلي بدور مامي
- وول أوجو
- أيوميد أباتي
- تاميلور كوبوي
- أولوميد باكاري
- جودوين ايناخينا
- سانيا جولد
- بيتر باجو
- ينكا ديفيز
- كايود بالوغون
- فاتاي رولينج دولار
- بيودون كوبولويي.

## الترشيحات والجوائز
| السنة | الجائزة                            | الفئة                               | المستلمون والمرشحون | النتيجة |
| ----- | ---------------------------------- | ----------------------------------- | ------------------- | ------- |
| 2011  | جوائز الأكاديمية الأفريقية للأفلام | أفضل فيلم نيجيري                    | توندي كيلاني        | رُشِّح     |
| 2011  | جوائز الأكاديمية الأفريقية للأفلام | أفضل تصوير سينمائي                  | شرفه أباجون         | رُشِّح     |
| 2011  | جوائز الأكاديمية الأفريقية للأفلام | أفضل تصميم إنتاجي                   |                     | رُشِّح     |
| 2011  | جوائز الأكاديمية الأفريقية للأفلام | أفضل ممثل طفل                       | أيوميد أباتي        | رُشِّح     |
| 2012  | مهرجان زوما السينمائي              | أفضل مخرج                           | توندي كيلاني        | فوز     |
| 2012  | مهرجان زوما السينمائي              | أفضل فيلم نيجيري                    | توندي كيلاني        | فوز     |
| 2012  | مهرجان زوما السينمائي              | أفضل ممثلة                          | فونكي أكينديلي      | فوز     |
| 2013  | جوائز أفلام نوليوود                | أفضل ممثلة في دور رئيسي             | فونكي أكينديلي      | رُشِّح     |
| 2013  | جوائز أفلام نوليوود                | أفضل ممثل من السكان الأصليين        | وول أوجو            | رُشِّح     |
| 2013  | جوائز أفلام نوليوود                | أفضل ممثلة من السكان الأصليين       | فونكي أكينديلي      | فوز     |
| 2013  | جوائز أفلام نوليوود                | أفضل فيلم للسكان الأصليين           | توندي كيلاني        | فوز     |
| 2013  | جوائز أفلام نوليوود                | أفضل سيناريو أصلي                   | توندي بابالولا      | رُشِّح     |
| 2013  | جوائز أفلام نوليوود                | أفضل ممثل طفل                       | أيوميد أباتي        | فوز     |
| 2013  | جوائز نيجيريا الترفيهية            | أفضل مخرج فيلم                      | توندي كيلاني        | رُشِّح     |
| 2013  | مولتي تشويس                        | أفضل ممثلة في دراما                 | فونكي أكينديلي      | رُشِّح     |
| 2013  | مولتي تشويس                        | أفضل مصمم إضاءة                     | أولوميد باكاري      | رُشِّح     |
| 2013  | مولتي تشويس                        | أفضل مخرج فني                       | بولا بيلو           | رُشِّح     |
| 2013  | مولتي تشويس                        | أفضل فيلم باللغة المحلية (اليوروبا) | توندي كيلاني        | فوز     |
| 2013  | مولتي تشويس                        | أفضل مصور سينمائي                   | شرفه أباجون         | رُشِّح     |

## وصلات خارجية
- مامي على موقع IMDb (الإنجليزية)
- مامي على موقع روتن توميتوز (الإنجليزية)
- مامي على موقع فيلمافينيتي (الإسبانية)
- مامي على موقع قاعدة بيانات الفيلم (الإنجليزية)
- مامي على موقع ليتربوكسد (الإنجليزية)